# شرپور
شرپور (به لاتین: Sherpur) یک منطقهٔ مسکونی در بنگلادش است که در ناحیه بوگرا واقع شده‌است. شرپور ۲۹۵٫۹۳ کیلومتر مربع مساحت و ۳۳۲٬۸۲۵ نفر جمعیت دارد.